# The Flippers
The Flippers (o, in alcuni dischi, I Flippers) sono un gruppo musicale italiano attivo negli anni sessanta e ricostituitosi nel 2000.

## Storia
La prima formazione del gruppo, nel 1960, comprendeva Jimmy Polosa al pianoforte (poi sostituito da Franco Bracardi), Massimo Catalano alla tromba, suo fratello Maurizio Catalano al contrabbasso, Romolo Forlai al vibrafono e alle percussioni, Fabrizio Zampa alla batteria e Lucio Dalla al clarinetto, sax e voce solista. Dalla avrebbe lasciato la band per intraprendere la carriera da solista nel 1964.
Fra il 1960 e il 1965 il gruppo lanciò canzoni come Oliver Twist, Bianco Natale cha cha cha, Muskrat Ramble cha cha cha e La Vichinga oltre ad apparire nei film Totò, Peppino e...la dolce vita (1961),  Io bacio... tu baci (1961) e Questo pazzo, pazzo mondo della canzone (1965).
Nel 1963 i Flippers si classificarono secondi al Cantagiro con la canzone I Watussi, eseguita assieme a Edoardo Vianello, del quale furono spesso gruppo di accompagnamento anche in studio.
All'inizio del 2000 il gruppo annunciò la propria rentrée e, dopo la morte di Franco Bracardi nel 2005, ritrovò al piano Jimmy Polosa, che con loro aveva inciso i primi due 45 giri. In questa nuova fase, alla formazione si aggiunse Maurizio Moscatelli al sax, clarinetto e flauto; dopo la morte di Massimo Catalano (2013) alla tromba si sono avvicendati Benedetto Amoroso e Paolo Petrozziello; infine, con l'altro fondatore Maurizio Catalano passato nel frattempo alla chitarra e al banjo, nel gruppo si sono susseguiti nel tempo i bassisti Lallo Pascucci, Renato Gattone, Guido Giacomini e Paride Furzi.

## Formazione
Ultima
- Maurizio Catalano – contrabbasso (1960-1965) chitarra, banjo (2000-2013)
- Romolo Forlai – vibrafono, percussioni († 2025)
- Paride Furzi – basso
- Maurizio Moscatelli – sassofono, clarinetto, flauto
- Paolo Petrozziello – tromba
- Jimmy Polosa – pianoforte
- Fabrizio Zampa – batteria († 2023)

Ex componenti
- Benedetto Amoroso – tromba
- Franco Bracardi – pianoforte († 2005)
- Massimo Catalano – tromba († 2013)
- Lucio Dalla – clarinetto, sax e voce solista
- Renato Gattone – basso
- Guido Giacomini – basso
- Lallo Pascucci – basso

## Discografia

### Album in studio
- 1961 - The Flippers' Way (RCA Italiana, PML 10281)
- 1964 - Arrivano...i mostri (RCA Italiana, PML 10369; con Edoardo Vianello)
- 1966 - Tromba alla panna (RCA Italiana - Serie Special, S 8)
- 1981 - At Full Tilt (RCA Lineatre, NL 33179)

### EP
- 1960 - Muskrat ramble cha cha/Honeysuckle Rose/Jada/When the saints go rockin' (RCA Camden, ECP 34)
- 1961 - Le mille bolle blu/Mandolino, mandolino/24 mila baci/Carolina dai! (RCA Camden, ECP 67)

### Singoli
- 1960 - When The Saints Go Rockin' In/Muskrat Ramble Cha Cha
- 1960 - Jada/Tiny Capers
- 1960 - Torna a Surriento/Le tue mani
- 1960 - Honeysuckle Rose/Stormy Weather
- 1960 - Santa Notte e cha cha cha/Bianco Natale cha cha
- 1960 - Non gridar bambina/In cerca di te (solo me ne vo...)
- 1961 - Che brivido ragazzi/Le mille bolle blu
- 1961 - Happy Cha Cha/Un alibi per morire
- 1961 - Maria Marì/Na sera ‘e maggio''
- 1961 - Cha-cha dell'impiccato/Baci cha cha cha
- 1961 - Un Cha Cha Cha per Teresa/Baila el Merengue
- 1962 - Bombolo/Dinah
- 1962 - Oliver Twist/Twistin' the jack
- 1962 - La tua stagione/Viva il jump up
- 1962 - Perdido/I've got no money
- 1963 - I Watussi/Prendiamo in affitto una barca (con Edoardo Vianello)
- 1964 - Hully gully in dieci / Sul cucuzzolo (con Edoardo Vianello)
- 1964 - La vichinga/La piroga
- 1965 - Il peperone/Nei paesi latini (con Edoardo Vianello)
- 1965 - Katiuscia Letkiss/Ciambelle e ombrelloni
- 1966 - Spanish Flea (La pulce spagnola)/What Now My Love''
- 1966 - Sorella Kate/Tema dal film: Il grande colpo dei 7 uomini d'oro